# Bertrimoutier
Bertrimoutier (1576: Witkirch) ist eine französische Gemeinde mit 312 Einwohnern (Stand 1. Januar 2022) im Département Vosges in der Region Grand Est (bis 2015 Lothringen). Sie gehört zum Arrondissement Saint-Dié-des-Vosges und zum Kanton Saint-Dié-des-Vosges-2.

## Geographie
Bertrimoutier befindet sich auf einem Plateau, dessen Höhe zwischen 350 und 560 Metern variiert. Das Dorf bedeckt eine Fläche von 367 Hektar, von denen 27 kommunaler Wald sind. Die Hauptverkehrsader ist die Route départementale 23. Die Dorfmitte gruppiert sich im Wesentlichen um die Kirche. Ein Zufluss der Fave, der Blanc Rupt, begrenzt die Gemeinde im Süden.
Zur Gemeinde gehören auch die Ortsteile Bonipaire, Layegoutte, Le Giron, Renigoutte, Les Censes und Bellevue.
Die nächste größere Stadt ist Saint-Dié-des-Vosges in ca. 15 Kilometern Entfernung.
Nachbargemeinden von Bertrimoutier sind Combrimont im Nordosten und Osten, Wisembach im Südosten, Ban-de-Laveline im Süden, Raves im Südwesten und Westen sowie Neuvillers-sur-Fave im Nordwesten.

## Geschichte
Gegründet wurde Bertrimoutier um 1171 von Bertherus, der dort ein Kloster (französisch monastère) als Ableger des Klosters Saint-Dié gründete. 1331 wurde das Dorf von den Truppen des Barons von Lothringen während eines Kriegszuges gegen den Baron von Bar beinahe gänzlich zerstört. Nach einer Fürbitte der Klostermönche bei König Philipp VI. wurde dem Kloster eine Entschädigung von 750 Pfund zugesprochen.
Die nächste urkundliche Erwähnung findet sich im Jahr 1553 in einem Erfassungsdokument des Zehnten, in dem die Einwohnerzahl (ohne Mönche) auf 12 beziffert wurde.
1848 umfasste die Kommune bereits die Dörfer Combrimont, Bonipaire, Layegoutte, Lesseux, Frapelle, Neuvillers, Pair, Grandrupt und Raves und somit 156 Einwohner. Bis zum Deutsch-Französischen Krieg 1870 vergrößerte sich die Einwohnerzahl auf 328. Der höchste Bevölkerungsstand wurde 1886 erreicht, als 375 Menschen in der Kommune lebten.

### Bevölkerungsentwicklung
| Jahr      | 1962 | 1968 | 1975 | 1982 | 1990 | 1999 | 2006 | 2012 | 2020 |
| Einwohner | 211  | 231  | 265  | 346  | 341  | 336  | 369  | 320  | 306  |

## Kultur und Sehenswürdigkeiten

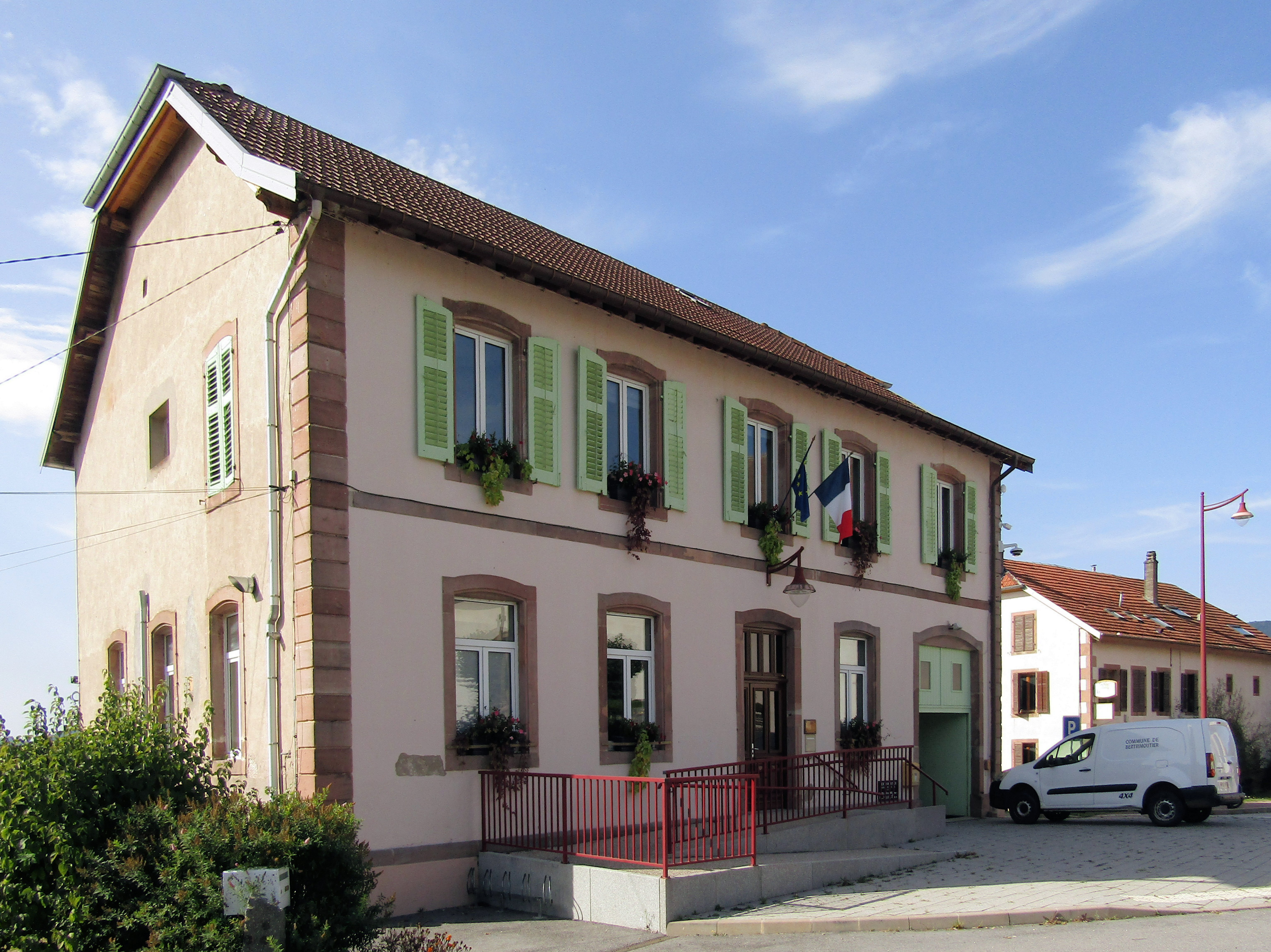
Rathaus (mairie)

### Kirche
Die Kirche Sainte-Barbe-et-Saint-Jacques, (deutsch: St. Barbara und St. Jakob) ist eine vermutlich im 17. Jahrhundert erbaute Zwiebelturm-Kirche. Die Kirchenorgel wurde von Auguste Chaxel erbaut.

### Soldatenfriedhof
Der Soldatenfriedhof von Bertrimoutier ist ein 7699 Gräber umfassendes Denkmal für die Toten des Ersten Weltkrieges. Er wurde 1920 vom französischen Heimatministerium in Auftrag gegeben und enthält die sterblichen Überreste von insgesamt zwölf provisorischen Soldaten-Friedhöfen, die zwischen 1915 und 1918 an der Front angelegt wurden.
Bemerkenswert ist die Zusammenführung der französischen und deutschen Soldaten, die zwar getrennt, aber dennoch auf demselben Friedhof ruhen.

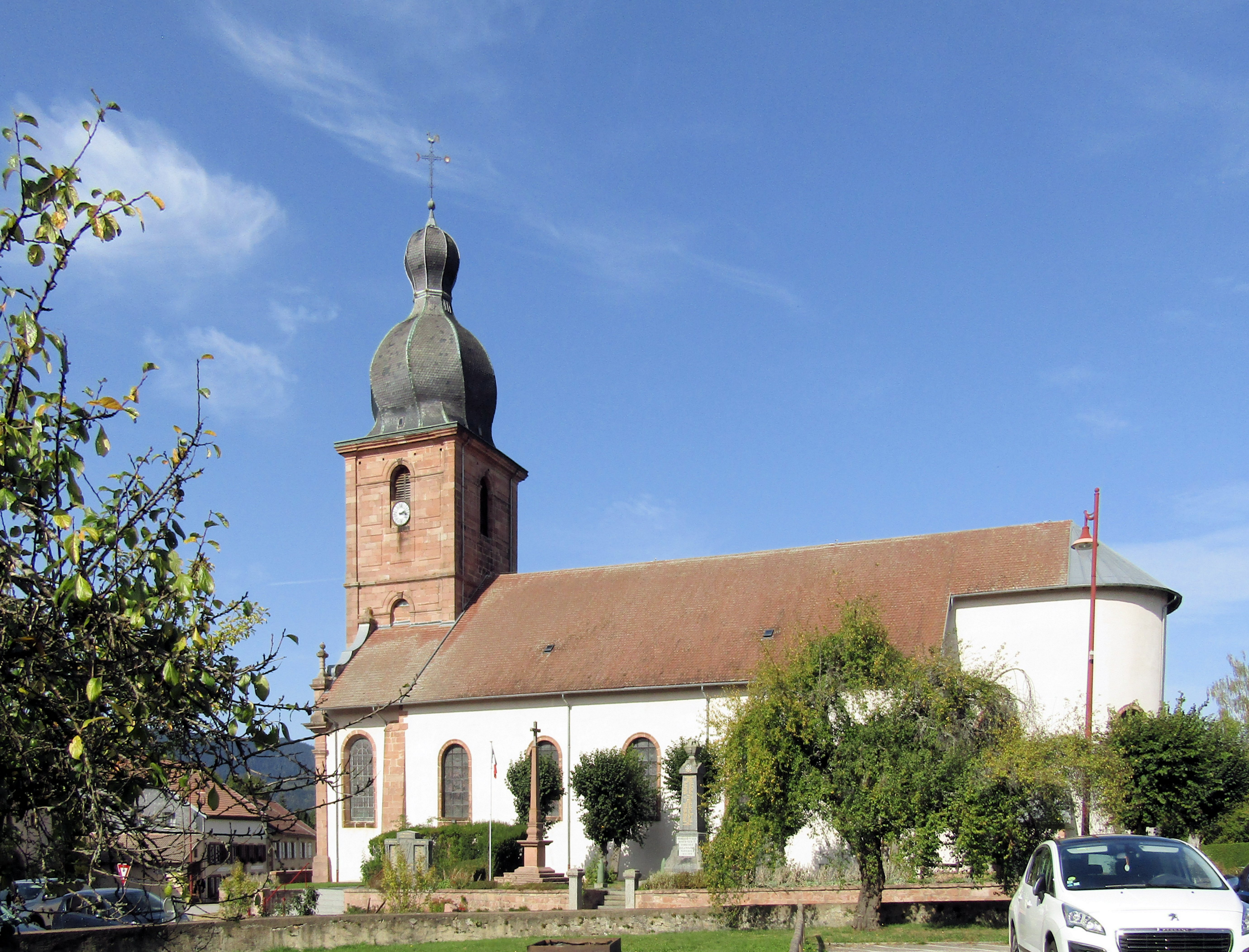
Kirche Sainte-Barbe-et-Saint-Jacques
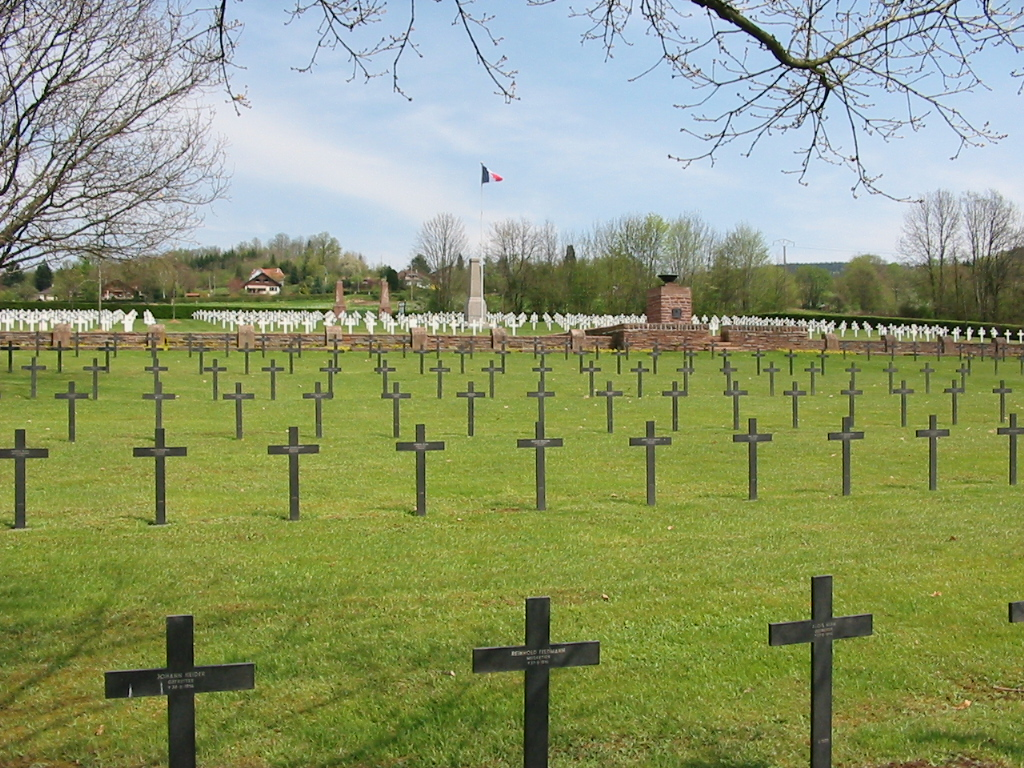
Französisch-deutscher Soldatenfriedhof
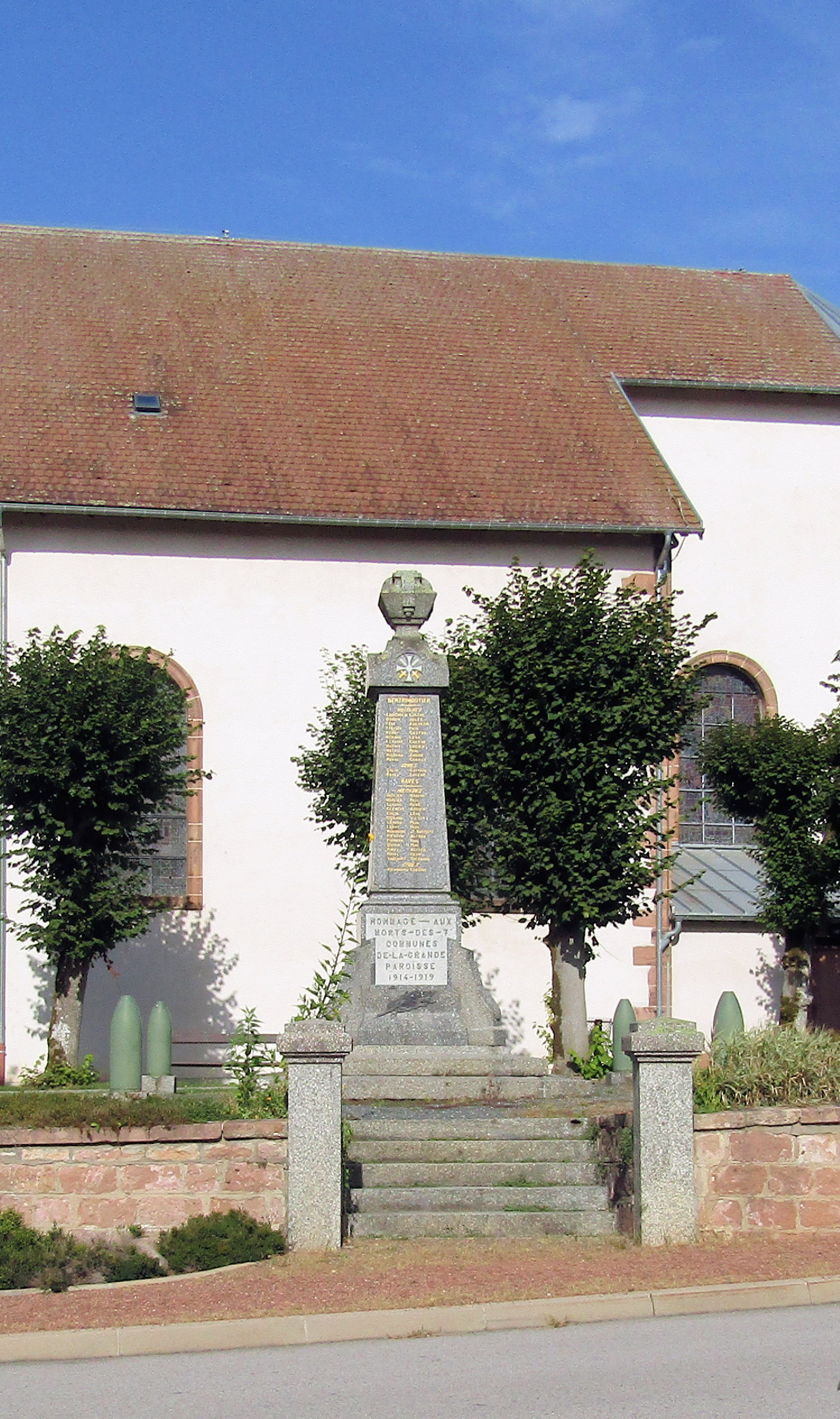
Gefallenendenkmal

## Internationale Kontakte

### Erwachsenenbildung
In Bertrimoutier ist ein Institut für berufliche Erwachsenenbildung ansässig, das Kursteilnehmer aus Deutschland, Österreich, Nordschleswig, Südtirol und der Schweiz hat. Es ist für Lernpartnerschaften des EU-Austauschprogramms GRUNDTVIG zertifiziert und ist zugleich französisches Partnerinstitut der Akademie für musische Bildung und Medienerziehung in Remscheid (Nordrhein-Westfalen).